# NGC 7229
NGC 7229 (również PGC 68344) – galaktyka spiralna z poprzeczką (SBc), znajdująca się w gwiazdozbiorze Ryby Południowej. Odkrył ją John Herschel 27 września 1834 roku.